# ランナーランナー
『ランナーランナー』（Runner Runner）は、2013年のアメリカ合衆国のクライムスリラー映画。ブラッド・ファーマンが監督を、ブライアン・コッペルマンとデヴィッド・レヴィーンが製作・脚本を務めた。出演はジャスティン・ティンバーレイク、ベン・アフレック、ジェマ・アータートン、アンソニー・マッキー。
主人公は実在のギャンブラー、ナット・アレムをモデルにしている。
タイトルの『ランナーランナー』はポーカー用語である。 

## ストーリー
ウォール街の大手投資会社で働いていたがリーマンショックで失業したリッチーは、再就職のために名門プリンストン大学で修士号を取ろうとしていた。前職が高収入だったために奨学金を受けられず、学費はオンラインカジノのアフィリエイトで稼いでいる。しかし紹介した学生が親のクレジットカードを使用していたことから学部長にそれがばれ、紹介業をやめなければ退学だと言い渡されてしまう。リッチーは仕方なくオンラインカジノ「ミッドナイトブラック」のポーカーに全貯金1万7千ドルを賭けて6万ドルに増やそうとするが、納得のいかない負け方で全額を失ってしまう。相手の勝率からカジノサイトに不信感を抱いたリッチーは、調査の末、不正の証拠をつかむ。そのデータを手に、リッチーはサイト運営会社のある南米コスタリカへ飛び、サイトのオーナーでありカジノ王として名を馳せているブロックに直談判する。
不正を指摘されたブロックは、翌日リッチーを"ハウス"と称するクルーザーに呼び出し、不正はプログラマがシステムに仕掛けたバックドアから行われたものだったと会社の関与を否定する。リッチーの口座にはすった賭け金が返金され、世間に公表しなかった謝礼として残りの学費も振り込んであった。そしてブロックは、破格の雇用条件を提示して彼をカジノ運営に誘う。プリンストン大を出ても、一流企業に就職できる確率はランナーランナーでフラッシュの確率と同程度だろう。リッチーは、彼の誘いに乗ることにする。
持ち前の頭脳と度胸で現場を動かし、アフィリエイト仲間を自らの部下として雇い、水を得た魚のように仕事をこなすリッチー。未だ手に入らないのはブロックのビジネスパートナーであり元彼女のレベッカのみ。しかし３カ月が経った頃、白昼に街中で何者かに拉致されてしまう。
リッチーを拉致したのは、FBI捜査官シェイバース率いる捜査チームだった。ブロックがカジノ運営の裏で違法行為を働いていると睨み、リッチーに協力を強請してきたのだ。リッチーはブロックに報告するが、FBIの管轄外であり手出しは出来ないと一笑に付される。そして今度は50万人の顧客を持つ大物アフィリエイターとの契約を命ぜられた。
彼は、相手を罠に嵌めて契約を取り、手にした3万ドルのボーナスで、部下を連れてリゾートへ出かける。そこでのパーティで、ついにレベッカを落とす。しかし翌朝、FBIがリッチーの部下にも接触、逮捕をちらつかされた一人が国に逃げ帰ると言いだす。帰国して金融業をするという彼に、もう一人の部下クローニンは投資してくれと言って”タンス預金”の札束を渡す。札束は、シリアルの箱に隠してあった。
リッチーは社に残ったが、今度はコスタリカのギャンブル界を仕切るエレーラに賄賂を運べと言われる。運んだ金が要求額に満たなかったためにリッチーは暴行され、帰社してブロックに苦情を言うも、殴られるリスクも当然の仕事だと一蹴される。この件で目の覚めたリッチーは帰国すべく空港に向かうが、すでにFBIの手が回っており、現地警察を使って麻薬所持の冤罪を負わされ出国できなかった。シェイバースは釈放と引き換えにブロックの情報を流せと詰め寄る。コスタリカでは賄賂が物を言い、現地警察が起訴しても判事が買収されて終わりだという。FBIが動いてアメリカで裁くしかないのだ。
社に戻ると、部下のクローニンがブロックの詐欺の動きを顧客データに見つけていた。しかしその説明の途中でブロックから呼び出しがかかる。カジノ場で偽札を使ったリッチーの父親を、警察に捕まる前に連行し、危険な人物からの借金19万ドルを肩代わりした上でホテルに匿っていると言うのだ。父親を人質に取られた形になったリッチーは、父親と共にブロックから逃げ出せるよう策を練り、ほうぼうに賄賂を撒いて手はずを整えていく。
そしてクローニンから、とんでもない詐欺を見つけたと電話が入る。すぐに向かおうとするが、リッチーはブロックの部下にタルコレス川に連れて行かれてしまう。それはブロックがエレーラを拷問する現場であった。リッチーがクローニンの部屋に着いた時には、すでに彼は何者かに拉致された後だった。
そこへ現れたレベッカ。リッチーはブロックの差し金かと疑うが、彼女は否定し、ブロックが１週間後にアンティグアへの逃亡を企てていると暴露する。事業を始めて３年目にはすでに詐欺は行われており、リッチーは罪を着せるためのスケープゴートとして雇われたのだった。彼はレベッカに手を貸してくれと頼み、会社の裏金を盗んでさらに買収を続け、逃亡の準備をする。
FBIも業を煮やし、リッチーに48時間以内に証拠を出せと強要する。リッチーはクローニンの部屋に戻り、”証拠”を探す。そして、シリアルの箱の底にUSBメモリを見つけた。クローニンは会社の犯罪ー出資金詐欺、ブロックの使い込み、資金洗浄、リッチーに罪を着せるための偽装工作ーを完璧に調べ上げていた。
アンティグアへのプライベートジェットが発つまで48時間。私は味方よというレベッカを信じ、パイロットの買収に向かう。ブロックの部下に見つかってしまうが、すでに買収した現地人らにより部下は伸される。警察が会社に乗り込む頃、ブロックとレベッカを乗せたプライベートジェットが飛び立った。
機が空港に到着しブロックが降り立つと、そこにはリッチーの姿があった。到着したのはアンティグアではなく、アメリカの領土であるプエルトリコだった。ブロックはFBIに逮捕される。
逮捕の隙を見て、レベッカとリッチーはプライベート機で飛び立つ。気付いたシェイバースは慌てるが、預かりものだと空港職員から渡された紙袋を開けると、USBメモリが入っていた。「これで無罪だ」と彼は笑う。

## 登場人物
リッチー・ファースト
演 - ジャスティン・ティンバーレイク
ウォール街の大手投資会社で働いていたがリーマンショックで失業した男。その後、大学入学してアフィリエイトをしていたが学園長にばれて危うくなる。
アイヴァン・ブロック
演 - ベン・アフレック
ギャンブルサイトのオーナー。金のためなら何でもする守銭奴。コスタルカに会社を持つ。リッチーの才能を見抜き、雇う。
レベッカ・シャフラン
演 - ジェマ・アータートン
ブロックのビジネスパートナーであり元彼女。リッチーともよい関係になる。
シェイバース
演 - アンソニー・マッキー
捜査官。ブロックを犯罪者と見抜き、追っている。ブロックの関係者であるリッチーにも目をつける。
アンドリュー・クローニン
演 - オリヴァー・クーパー
シェイバースの同僚。
ハリー・ファースト
演 - ジョン・ハード
リッチーの父親。ギャンブル漬けで借金まみれ。

## キャスト
| 役名                     | 俳優                           | 日本語吹替1 | 日本語吹替2 |
| ------------------------ | ------------------------------ | ----------- | ----------- |
| リッチー・ファースト     | ジャスティン・ティンバーレイク | 浪川大輔    | 浪川大輔    |
| アイヴァン・ブロック     | ベン・アフレック               | 堀内賢雄    | 咲野俊介    |
| レベッカ・シャフラン     | ジェマ・アータートン           | 櫻井智      | 三石琴乃    |
| シェイバース捜査官       | アンソニー・マッキー           | 影平隆一    | 檀臣幸      |
| アンドリュー・クローニン | オリヴァー・クーパー           | 西谷修一    | 後藤光祐    |
| ハリー・ファースト       | ジョン・ハード                 |             |             |

- 日本語吹替1 - 日本盤ソフト（プレシディオ/ハピネット版）収録

演出：市来満、翻訳：小尾恵理
- 日本語吹替2 - 海外盤ソフト（20世紀フォックス版）収録

演出：岩田敦彦、翻訳：野口尊子、制作：ブロードメディア・スタジオ